# Leichtathletik-Weltmeisterschaften 2015/Teilnehmer (Island)
| Gelbes Symbol für Goldmedaillen mit stilisierten Olympischen Ringen | Graues Symbol für Silbermedaillen mit stilisierten Olympischen Ringen | Braundes Symbol für Bronzemedaillen mit stilisierten Olympischen Ringen |
| ------------------------------------------------------------------- | --------------------------------------------------------------------- | ----------------------------------------------------------------------- |
| —                                                                   | —                                                                     | —                                                                       |

Der Leichtathletikverband Islands nominierte zwei Athletinnen für die Leichtathletik-Weltmeisterschaften 2015 in der chinesischen Hauptstadt Peking.

## Ergebnisse

### Frauen

#### Laufdisziplinen
| Athletin            | Disziplin | Vorlauf     | Vorlauf | Halbfinale         | Halbfinale         | Finale             | Finale             |
| Athletin            | Disziplin | Zeit        | Platz   | Zeit               | Platz              | Zeit               | Platz              |
| ------------------- | --------- | ----------- | ------- | ------------------ | ------------------ | ------------------ | ------------------ |
| Aníta Hinriksdóttir | 800 m     | 2:01,01 min | 20      | nicht qualifiziert | nicht qualifiziert | nicht qualifiziert | nicht qualifiziert |

#### Sprung/Wurf
| Athletin           | Disziplin | Qualifikation | Qualifikation | Finale             | Finale             |
| Athletin           | Disziplin | Weite/Höhe    | Platz         | Weite/Höhe         | Platz              |
| ------------------ | --------- | ------------- | ------------- | ------------------ | ------------------ |
| Ásdís Hjálmsdóttir | Speerwurf | 56,72 m       | 29            | nicht qualifiziert | nicht qualifiziert |